# Каз
Каз (рос. Каз) — селище міського типу у складі Таштагольського району Кемеровської області, Росія. Адміністративний центр Казького міського поселення.

## Населення
Населення — 4623 особи (2010; 4977 у 2002).